# Qualificazioni al campionato europeo maschile under 21 di calcio 1984

## Gruppi di qualificazione

### Gruppo 1
| Squadre | Squadre      | P | V | N | P | F  | S  | Pt |
| ------- | ------------ | - | - | - | - | -- | -- | -- |
| 1       | Scozia       | 6 | 4 | 2 | 0 | 11 | 6  | 8  |
| 2       | Germania Est | 6 | 3 | 1 | 2 | 13 | 14 | 7  |
| 3       | Belgio       | 6 | 2 | 2 | 2 | 8  | 6  | 6  |
| 4       | Svizzera     | 6 | 0 | 1 | 5 | 10 | 16 | 1  |

| - Belgio 0-0 Svizzera - Scozia 2-0 Germania Est - Svizzera 3-4 Scozia - Belgio 1-2 Scozia - Germania Est 2-1 Belgio - Scozia 2-1 Svizzera | - Belgio 4-2 Germania Est - Svizzera 5-6 Germania Est - Germania Est 2-1 Svizzera - Scozia 0-0 Belgio - Svizzera 0-2 Belgio - Germania Est 1-1 Scozia |

### Gruppo 2
| Squadre | Squadre          | P | V | N | P | F | S | Pt |
| ------- | ---------------- | - | - | - | - | - | - | -- |
| 1       | Polonia          | 6 | 3 | 2 | 1 | 9 | 3 | 8  |
| 2       | Unione Sovietica | 6 | 2 | 3 | 1 | 8 | 6 | 7  |
| 3       | Finlandia        | 6 | 1 | 3 | 2 | 5 | 8 | 5  |
| 4       | Portogallo       | 6 | 1 | 2 | 3 | 3 | 8 | 4  |

| - URSS 1-1 Polonia - Finlandia 0-0 Polonia - Finlandia 1-1 Portogallo - Portogallo 1-0 Polonia - URSS 2-2 Finlandia - Polonia 4-0 Finlandia | - URSS 1-1 Portogallo - Polonia 2-1 URSS - Finlandia 0-1 URSS - Portogallo 0-2 Finlandia - Polonia 2-0 Portogallo - Portogallo 0-2 URSS |

### Gruppo 3
| Squadre | Squadre     | P | V | N | P | F  | S  | Pt |
| ------- | ----------- | - | - | - | - | -- | -- | -- |
| 1       | Inghilterra | 6 | 5 | 0 | 1 | 13 | 4  | 10 |
| 2       | Grecia      | 6 | 3 | 2 | 1 | 6  | 4  | 8  |
| 3       | Ungheria    | 6 | 1 | 1 | 4 | 7  | 8  | 3  |
| 4       | Danimarca   | 6 | 1 | 1 | 4 | 6  | 16 | 3  |

| - Danimarca 1-4 Inghilterra - Grecia 1-0 Inghilterra - Inghilterra 2-1 Grecia - Danimarca 1-1 Grecia - Inghilterra 1-0 Ungheria - Ungheria 1-1 Grecia | - Danimarca 2-1 Ungheria - Inghilterra 4-1 Danimarca - Ungheria 0-2 Inghilterra - Ungheria 5-1 Danimarca - Grecia 1-0 Danimarca - Grecia 1-0 Ungheria |

### Gruppo 4
| Squadre | Squadre    | P | V | N | P | F  | S  | Pt |
| ------- | ---------- | - | - | - | - | -- | -- | -- |
| 1       | Jugoslavia | 6 | 3 | 2 | 1 | 12 | 5  | 8  |
| 2       | Bulgaria   | 6 | 3 | 2 | 1 | 6  | 3  | 8  |
| 3       | Galles     | 6 | 2 | 2 | 2 | 5  | 6  | 8  |
| 4       | Norvegia   | 6 | 0 | 2 | 4 | 6  | 15 | 2  |

| - Galles 0-0 Norvegia - Norvegia 2-2 Jugoslavia - Bulgaria 2-0 Norvegia - Bulgaria 0-2 Jugoslavia - Jugoslavia 2-0 Galles - Galles 0-1 Bulgaria | - Norvegia 0-2 Bulgaria - Norvegia 2-3 Galles - Jugoslavia 6-2 Norvegia - Bulgaria 1-1 Galles - Galles 1-0 Jugoslavia - Jugoslavia 0-0 Bulgaria |

### Gruppo 5
| Squadre | Squadre        | P | V | N | P | F  | S  | Pt |
| ------- | -------------- | - | - | - | - | -- | -- | -- |
| 1       | Italia         | 6 | 5 | 0 | 1 | 9  | 3  | 10 |
| 2       | Cecoslovacchia | 6 | 4 | 1 | 1 | 15 | 7  | 9  |
| 3       | Romania        | 6 | 2 | 1 | 3 | 8  | 12 | 5  |
| 4       | Cipro          | 6 | 0 | 0 | 6 | 4  | 14 | 0  |

| - Cipro 1-2 Romania - Italia 2-0 Romania - Cecoslovacchia 2-1 Italia - Cipro 0-1 Italia - Cecoslovacchia 2-0 Cipro - Cipro 1-4 Cecoslovacchia | - Italia 2-1 Cecoslovacchia - Romania 1-4 Cecoslovacchia - Romania 0-1 Italia - Romania 3-2 Cipro - Cecoslovacchia 2-2 Romania - Italia 2-0 Cipro |

### Gruppo 6
| Squadre | Squadre        | P | V | N | P | F  | S  | Pt |
| ------- | -------------- | - | - | - | - | -- | -- | -- |
| 1       | Albania        | 6 | 4 | 2 | 0 | 9  | 3  | 10 |
| 2       | Germania Ovest | 6 | 3 | 3 | 0 | 13 | 4  | 9  |
| 3       | Turchia        | 6 | 1 | 1 | 4 | 6  | 11 | 3  |
| 4       | Austria        | 6 | 0 | 2 | 4 | 4  | 14 | 2  |

| - Austria 1-2 Albania - Turchia 0-1 Albania - Austria 1-1 Turchia - Albania 1-1 Germania Ovest - Turchia 0-1 Germania Ovest - Austria 1-1 Germania Ovest | - Albania 1-0 Turchia - Albania 3-0 Austria - Germania Ovest 2-1 Austria - Germania Ovest 7-0 Turchia - Turchia 5-0 Austria - Germania Ovest 1-1 Albania |

### Gruppo 7
| Squadre | Squadre     | P | V | N | P | F | S | Pt |
| ------- | ----------- | - | - | - | - | - | - | -- |
| 1       | Spagna      | 4 | 2 | 1 | 1 | 2 | 5 | 5  |
| 2       | Paesi Bassi | 4 | 1 | 2 | 1 | 7 | 3 | 4  |
| 3       | Islanda     | 4 | 0 | 1 | 3 | 2 | 3 | 1  |

| - Islanda 1-1 Paesi Bassi - Spagna 1-0 Islanda - Paesi Bassi 5-0 Spagna | - Islanda 0-0 Spagna - Paesi Bassi 1-1 Islanda - Spagna 1-0 Paesi Bassi |

### Gruppo 8
| Squadre | Squadre     | P | V | N | P | F  | S  | Pt |
| ------- | ----------- | - | - | - | - | -- | -- | -- |
| 1       | Francia     | 4 | 3 | 1 | 0 | 10 | 2  | 7  |
| 2       | Svezia      | 4 | 2 | 1 | 1 | 10 | 4  | 5  |
| 3       | Lussemburgo | 4 | 0 | 0 | 4 | 1  | 15 | 0  |

| - Lussemburgo 0-4 Svezia - Francia 1-0 Svezia - Lussemburgo 0-5 Francia | - Svezia 4-1 Lussemburgo - Svezia 2-2 Francia - Francia 2-0 Lussemburgo |